# Sprzęgło elektromagnetyczne

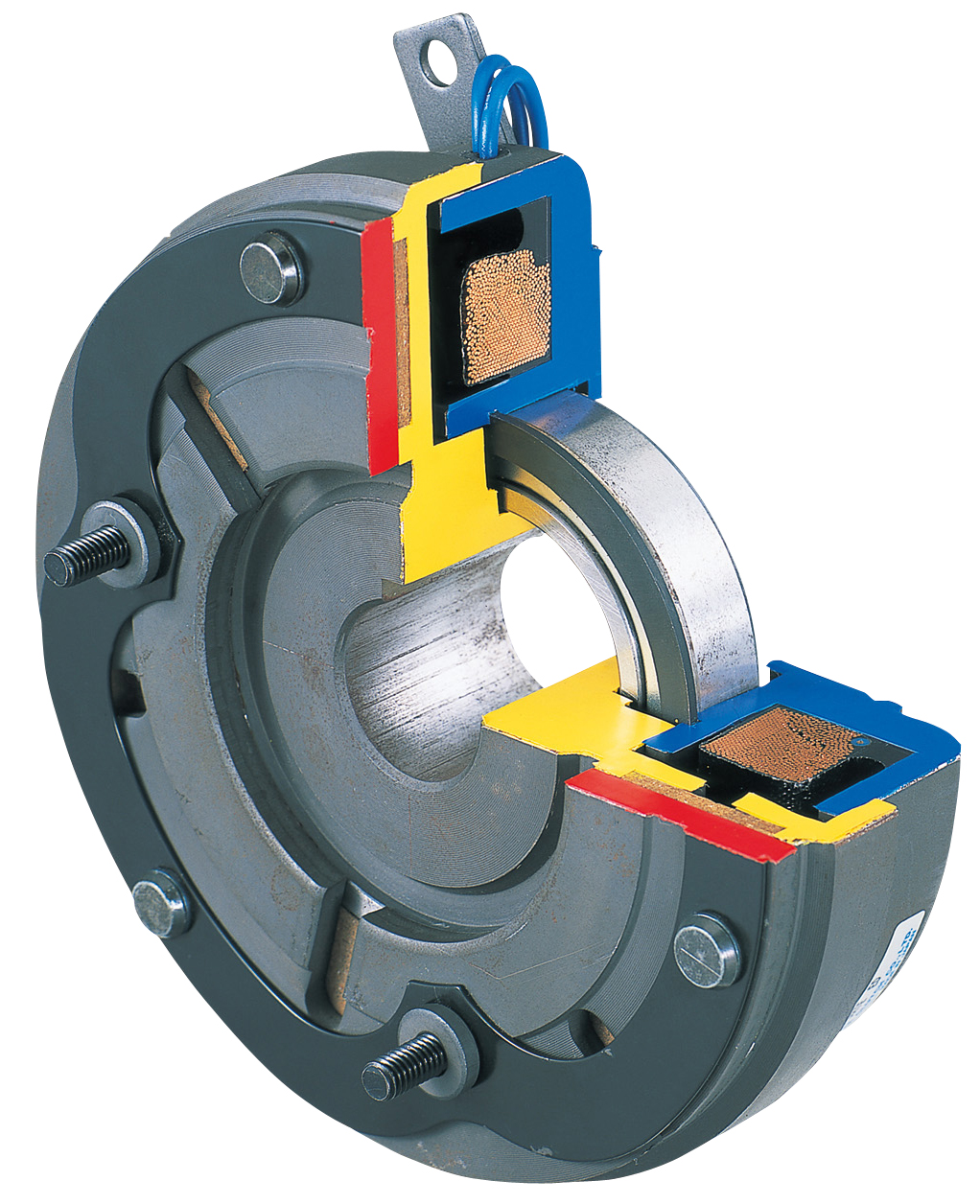
Sprzęgło elektromagnetyczne

Sprzęgło elektromagnetyczne przenosi napęd dzięki oddziaływaniu pola magnetycznego, powodującego zaciśnięcie tarczy ciernej lub zestalenie (albo stężenie) proszku lub pasty ferromagnetycznej, znajdujących się pomiędzy elementami napędzającymi i napędzanymi.

## Zalety
- duża trwałość (brak efektu ścierania się elementów)
- płynne ruszanie samochodu (stopniowe włączanie sprzęgła umożliwia płynne ruszanie)

## Wady
- skomplikowana budowa
- zależność od instalacji elektrycznej
- szybkie zużywanie pierścieni i szczotek wirowych na skutek wirowania elektromagnesów